# Trâu (họ người)
Trâu là một họ của người châu Á. Họ này có mặt ở Triều Tiên (Hangul: 추, Romaja quốc ngữ: Chu) và Trung Quốc (chữ Hán: 鄒, Bính âm: Zou). Trong danh sách Bách gia tính họ này đứng thứ 35.

## Người Trung Quốc họ Trâu nổi tiếng
- Trâu Diễn, học giả người nước Kì thời Chiến Quốc
- Trâu Tĩnh, tướng dưới quyền Lưu Yên, thái thú U Châu cuối thời Đông Hán
- Trâu Văn Hoài, nhà điện ảnh Hồng Kông, người sáng lập hãng Golden Harvest
- Trâu Triệu Long, diễn viên Hồng Kông

## Nhân vật nghệ thuật
- Trâu Uyên, Trâu Nhuận, hai trong số 108 anh hùng Lương Sơn Bạc trong Thủy hử.